# Eumedonia annulata
Eumedonia annulata is een vlinder uit de familie van de Lycaenidae. De wetenschappelijke naam van de soort is voor het eerst gepubliceerd in 1906 door Henry John Elwes. 
De soort komt voor in de Himalaya.